# Robert Gallois
Pour les articles homonymes, voir Gallois (homonymie).
Robert, « Doudou », Gallois est un boxeur professionnel français de 1965 à 1973, né le 10 janvier 1943 à Reims.

## Biographie
Son père, Robert, est marchand de ferraille. Sa famille l'appelle « Doudou » pour le distinguer de son père, surnom qu'il conservera dans le monde de la boxe. Il habite dans le quartier Maison-Blanche à Reims où vit aussi le boxeur Paul Roux qui l'oriente vers la boxe, conseillé, à ces débuts, par Marcel Thil. Il est entraîné par Marcel Dalsheimer tout comme Paul Roux ; Il est aussi sociétaire du « Ring Régional de Champagne », le club de Jacques Herbillon, Jean-Claude Delgove.
Amateur, il participe aux championnats d'Europe de 1965 à Berlin, puis passe professionnel. En 1970, il est battu par Roger Menetrey pour le titre de champion de France. Il devient champion de France des poids welters en 1971 en battant Jean-Pierre Schmitt par KO à la 3e reprise à Paris. Il conserve son titre en 1972 une première fois face à Yvon Mariolle puis aux points face à Marcel Cerdan Jr.
Menetrey le bat aussi en 1972 pour le titre européen. En mars 1971, il affronte le champion du monde Billy Backus et est défait aux points. En juin de la même année, il rencontre et bat Sandro Lopopolo, champion du monde.
Robert Gallois termine sa carrière en 1973 peu après une défaite contre un autre champion du monde, Bruno Arcari, avec un total de 55 victoires (dont 40 par KO), 9 défaites et 2 matches nuls.

## Distinctions
- Grande Médaille d'honneur de la ville de Reims.